# Macaca anderssoni
Macaca anderssoni és una espècie extinta de primat de la família dels micos del Vell Món (Cercopithecidae) que visqué a l'Àsia oriental durant el Plistocè inferior, fa entre 774.000 anys i 2,6 milions d'anys. Se n'han trobat restes fòssils a la província xinesa de Gansu, així com al jaciment paleontològic de Zhoukoudian, al mateix país. El material original a partir del qual fou descrit aquest macaco provenia d'una farmàcia. Es calcula que devia pesar uns 9 kg, considerablement més que el seu parent modern, el macaco ursí (M. arctoides). Els científics pensen que aquesta diferència de mida podria tenir a veure amb el canvi climàtic esdevingut des del Plistocè.